# Bataille de Kosovo (1448)
Pour l’article homonyme, voir Bataille de Kosovo.
 (novembre 2009).
Si vous disposez d'ouvrages ou d'articles de référence ou si vous connaissez des sites web de qualité traitant du thème abordé ici, merci de compléter l'article en donnant les références utiles à sa vérifiabilité et en les liant à la section « Notes et références ».
Guerre entre les Ottomans et le royaume de Hongrie
La seconde bataille de Kosovo se déroula du 17 au 20 octobre 1448. Elle opposa une coalition des forces hongroises menée par Jean Hunyadi et des armées valaques de Vladislav II de Valachie, aux troupes du sultan ottoman Mourad II et de ses vassaux chrétiens. Les Ottomans sortirent victorieux de l'affrontement.

## Bataille
Estimant qu'il aurait besoin de 40 000 hommes« citation française » pour vaincre les troupes ottomanes, Jean Hunyadi espérait unir ses forces à celles de l'Albanie, possiblement commandées par le général Skanderbeg. Les forces ottomanes à Sofia furent informées de l'arrivée des Hongrois et se préparèrent à les intercepter.
Hunyadi croyait que les troupes ottomanes étaient encore à Édirne lorsqu'il rencontra l'armée ennemie, qui l'attendait à Kosovo Polje. Les deux armées construisirent des camps retranchés et se livrèrent bataille pendant trois jours. Après des attaques infructueuses menées par les Hongrois, une attaque des sipahis turcs permirent aux forces ottomanes de l'emporter et forcèrent la retraite des croisés.
Cette défaite mit fin aux tentatives des puissances européennes de sauver Constantinople d'une invasion ottomane. Cinq ans plus tard, la capitale de l'empire byzantin tombait aux mains du fils de Mourad II, Mehmed II.